# Даніель Ріш
Даніель Ріш (нім. Daniel Risch; нар. 5 березня 1978, Ґрабс, Швейцарія) — ліхтенштейнський політик, чинний прем'єр-міністр Ліхтенштейну з 25 березня 2021. Раніше був віцепрем'єр-міністром і міністром інфраструктури, економіки та спорту з 2017 до 2021 року в уряді Адріана Гаслера.

## Біографія
Даніель Ріш народився 5 березня 1978 року в місті Ґрабс, що у Швейцарії.

### Освіта
Ріш навчався в гімназії Ліхтенштейну у Вадуці з 1990 по 1998 рік й отримав ступінь бакалавра з бізнесу. Пізніше з 1999 по 2003 рік вивчав бізнес-адміністрування в Університеті Санкт-Галлена та Цюрихському університеті, а також в Університеті Людвіга-Максиміліана в Мюнхені. Закінчив Цюрихський університет за спеціальністю економіста.
Ріш почав навчання в докторантурі з бізнес-інформатики у Фрайбурзькому університеті у 2004 році, а з 2006 по 2007 рік був запрошеним науковцем в Університет Мельбурна. У цей період також працював викладачем в Університеті прикладних наук північно-західної Швейцарії. У 2007 році закінчив навчання у Фрайбурзькому університеті та отримав ступінь доктора економіки.
З 2007 року був менеджером проєктів, керівником відділу продажів і директором з маркетингу в Unic AG, консалтинговій компанії з питань електронного бізнесу, в Цюриху та Берні. З 2015 року до вступу в уряд у 2017 році працював директором з маркетингу в Liechtensteinische Post.
З 2015 по 2017 рік був членом правління Ліхтенштейнського форуму з інформаційно-комунікаційних технологій (IKT Forum Liechtenstein).

### Політична кар'єра
З 2016 року Ріш входив до президії ліберально-консервативного Патріотичного союзу.
Після парламентських виборів у Ліхтенштейні 2017 року був призначений на посаду віцепрем'єр-міністра в коаліційному уряді з Прогресивною громадянською партією Ліхтенштейну.
Як віцепрем'єр-міністр також обіймав посаду міністра інфраструктури, економіки та спорту. Зрештою, Ріш став прем'єр-міністром після парламентських виборів 2021 року, очоливши новий коаліційний уряд із Сабін Мононі від Прогресивної громадянської партії Ліхтенштейну.

## Особисте життя
Одружений з Жасмін Шедлер (нар. 20 жовтня 1974) і має двох дітей.